# Ганс Зімон
Ганс Зімон (Hans Simon; 20 червня 1896, Кішталь — 28 листопада 1970, Вольфенбюттель) — німецький воєначальник, генерал-майор люфтваффе.

## Біографія
18 серпня 1914 року вступив добровольцем в армію. Учасник Першої світової війни. 31 грудня 1920 року звільнений у відставку. 1 грудня 1924 року повернувся в армію. З 25 серпня 1939 року — командир 131-го, з 1 березня 1940 року — 9-го, з 12 липня 1940 року — 14-го зенітного полку і групи ППО Кельна, з 29 липня 1940 року — 2-го зенітного прожекторного полку. З 20 лютого 1942 року — інспектор спорядження і боєприпасів при генералові зенітних військ Імперського міністерства авіації. З 7 вересня 1942 року — вищий командир училищ польової зенітної артилерії. З 15 березня 1944 року — командир 17-ї, з 15 квітня 1944 року — 15-ї зенітної дивізії. 29 серпня 1944 року взятий в полон радянськими військами. 15 грудня 1949 року звільнений.

## Звання
- Доброволець (18 серпня 1914)
- Єфрейтор (22 лютого 1915)
- Фанен-юнкер-унтерофіцер (22 березня 1915)
- Фенріх (8 травня 1915)
- Лейтенант (30 липня 1915)
- Оберлейтенант запасу (19 серпня 1921)
- Лейтенант (1 грудня 1924)
- Оберлейтенант (1 лютого 1926)
- Гауптман (1 вересня 1933)
- Майор (1 квітня 1936)
- Оберстлейтенант (1 лютого 1939)
- Оберст (1 квітня 1941)
- Генерал-майор (1 жовтня 1944)

## Нагороди
- Залізний хрест 2-го і 1-го класу
- Хрест «За заслуги у війні» (Саксен-Мейнінген)
- Почесний хрест ветерана війни з мечами
- Медаль «За вислугу років у Вермахті» 4-го, 3-го і 2-го класу (18 років)
- Застібка до Залізного хреста 2-го класу
- Нагрудний знак зенітної артилерії люфтваффе
- Відзначений у Вермахтберіхт (8 вересня 1944)